# Lenzites
Lenzites là một chi nấm thuộc họ Polyporaceae.